# Прапор Тростянця
Пра́пор Тростянця́ — стяг міста Тростянець, затверджений 2005 року Тростянецькою міською радою.

## Опис
Прапором Тростянця є квадратний стяг, полотнище зеленого кольору, на якому зображено білий козацький хрест, обрамлений жовтими променями. У центрі прапора міститься малий герб Тростянця. Ширина жовтої облямівки становить 1/20 сторони прапора, ширина рамен — 1/2 сторони стяга.